# 1927年王室及议会头衔法令
《1927年王室及议会头衔法令》（英語：Royal and Parliamentary Titles Act 1927）是英国议会的一项法令，其授权更改英国君主的王室头衔以及英国议会的正式名称，并且承认爱尔兰自由邦独立。1927年4月12日获御准。

## 背景
根据《英爱条约》，1922年12月6日爱尔兰岛南部26郡脱离英国并组成爱尔兰自由邦，但爱尔兰岛东北部6郡仍然留在英国，成为北爱尔兰。
《1901年皇家名銜法令》宣布的英王头衔是：
“乔治五世，蒙上帝恩典，大不列颠及爱尔兰联合王国及其自治领国王，信仰守衛者，印度皇帝”（"George V, by the Grace of God, of the United Kingdom of Great Britain and Ireland and of the British Dominions beyond the Seas King, Defender of the Faith, Emperor of India"）
1926年御前会议上，英国和大英帝国各自治領政府一致认为，英国君主现有的王室头衔“不符合爱尔兰自由邦建立的事态变化”，因此会议决定将英王头衔改为：
“乔治五世，蒙上帝恩典，大不列颠、爱尔兰及英属自治领国王，信仰守衛者，印度皇帝”（"George V, by the Grace of God, of Great Britain, Ireland and the British Dominions beyond the Seas King, Defender of the Faith, Emperor of India"）。
根据英联邦的现行宪法安排，有必要由联合王国议会颁布立法，以改变王室的风格和头衔； 由此产生的法案将自动扩展到各个自治领的法律中。英国政府于1927年3月向下议院提出了修改的法案，并获得议会两院通过。

## 引用文献
1. ↑  Tiley, John. . Hart Publishing https://books.google.cn/books?id=f9FGwkXiIS0C&lpg=PA188&dq=Royal+and+Parliamentary+Titles+Act+1927&pg=PA187&redir_esc=y#v=onepage&q=Royal%20and%20Parliamentary%20Titles%20Act%201927&f=false. 2004-05  [2020-11-11]. ISBN 978-1-84113-473-4. （原始内容存档于2020-11-11） （英语）. 缺少或|title=为空 (帮助)
2. 1 2  . Who's Who (Oxford University Press). 2007-12-01.
3. ↑  Arquivos do CMD http://dx.doi.org/10.26512/cmd.v5i2. 2018-09-01, 5 (2). ISSN 2318-5422. doi:10.26512/cmd.v5i2. 缺少或|title=为空 (帮助)